# Henri Van Ostaeyen
Henri Felix Maria Jozef Van Ostaeyen (Brecht, 22 augustus 1890 – Antwerpen, 29 december 1944) was een Belgisch advocaat en politicus voor de Meetingpartij.

## Levensloop
Van Ostaeyen studeerde rechten aan de Facultés universitaires Notre-Dame de la Paix te Namen en de Katholieke Universiteit Leuven. Tijdens de Eerste Wereldoorlog werd hij krijgsgevangen genomen tijdens de Slag bij Namen. Omstreeks 1928 trad hij toe tot het beheer van La Métropole, waarvan hij afgevaardigde-beheerder werd.
Daarnaast was hij politiek actief als gemeenteraadslid te Brecht. Van deze gemeente werd hij in 1939 burgemeester. Hij oefende dit ambt uit tot aan zijn dood. Hij werd opgevolgd in deze functie door waarnemend burgemeester Jozef Verbeeck (januari tot mei 1945) en vervolgens door Karel Van Ostaeyen.
Hij ontving de eretekens van ridder in de Leopoldsorde en van het Erelegioen. Alsook van officier in de Kroonorde en de Orde van Oranje-Nassau. Tevens was hij drager der Overwinningsmedaille 1914-1918. Van Ostaeyen kreeg een laatste rustplaats op het Sint-Michielskerkhof te Brecht.